# Randy De Puniet

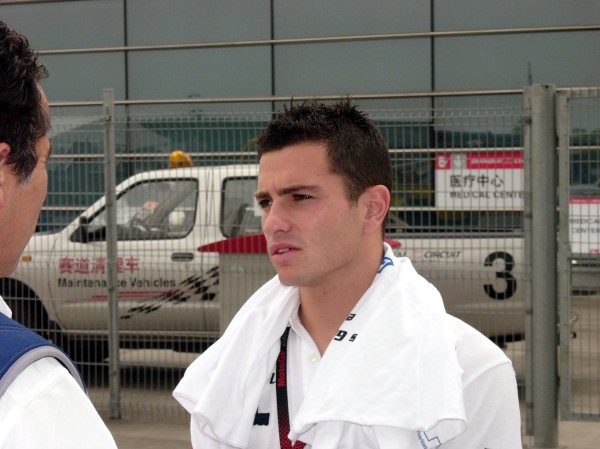
Randy De Puniet 2005

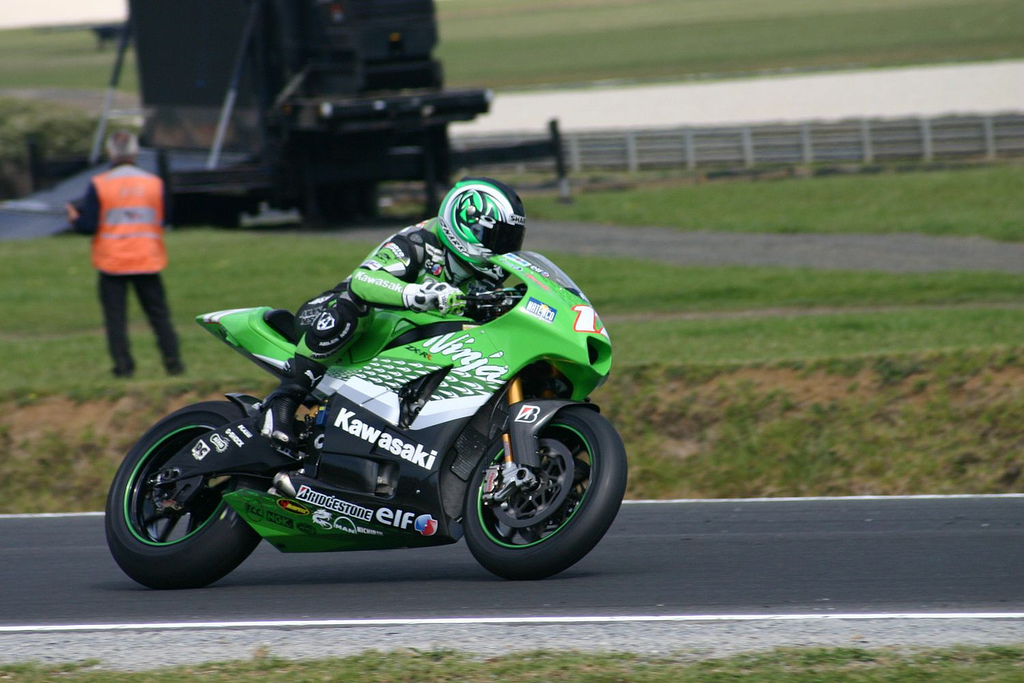
De Puniet 2006 auf Kawasaki

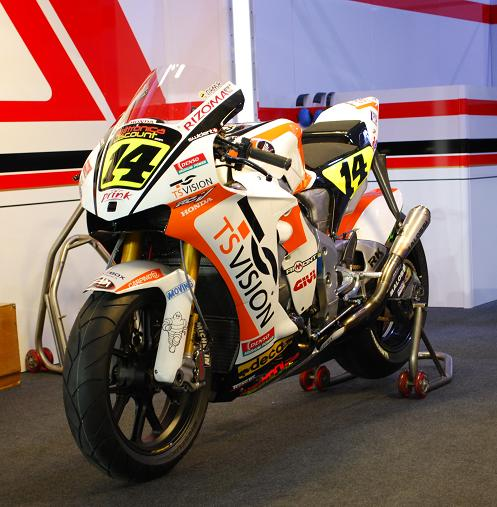
De Puniets Honda der Saison 2008

Randy De Puniet (* 14. Februar 1981 in Maisons-Laffitte) ist ein französischer Motorradrennfahrer.

## Karriere
Randy De Puniet begann seine Karriere in der französischen Motorradmeisterschaft, die er 1998 in der 125-cm³-Open-Klasse gewann. In diesem Jahr debütierte er als Wildcard-Fahrer beim Grand Prix von Frankreich auch in der 125er-Klasse der Weltmeisterschaft.
In der folgenden Saison, 1999, startete De Puniet im Team Scrab Competition auf Aprilia permanent in der WM. Er erreichte 26 Punkte und landete auf Rang 18 im Gesamtklassement. Auch in der folgenden Saison belegte er einen unauffälligen 17. WM-Rang.
Zur Saison 2001 wechselte er dann in die 250-cm³-Klasse und pilotierte im Equipe de France-Team wiederum mit eher unauffälligen Resultaten eine Aprilia. 2002 wechselte De Puniet ins Campetella-Team, wo er das erste Mal auf sich aufmerksam machen konnte. Er belegte zwei dritte Plätze und wurde WM-Neunter.
Im Jahr 2003 startete der Franzose dann auf einer Aprilia-Werksmaschine des Safilo-Oxydo-LCR-Teams von Lucio Cecchinello. Dort schaffte er den Durchbruch. Beim Großen Preis von Katalonien in Barcelona konnte er seinen ersten Grand-Prix-Sieg feiern, diesem folgten noch zwei weitere in dieser Saison. Mit insgesamt neun Podiumsplatzierungen wurde er mit 208 Punkten Vierter im Gesamtklassement. Im Jahr 2004 konnte sich De Puniet sogar auf den dritten WM-Rang steigern, die Saison 2005 schloss er im Aspar-Team von Jorge Martínez auf dem achten Gesamtrang ab.
Trotzdem wurde De Puniet für 2006 von Kawasaki für die MotoGP-Klasse verpflichtet. Mit dem unterlegenen Motorrad zeigte er solide Leistungen und kam mit 37 Punkten auf den 16. WM-Rang. Auch 2007 ging De Puniet im Kawasaki Racing Team in der MotoGP-Klasse an den Start. Er erreichte in 18 Rennen nur zehnmal das Ziel und verursachte mehrere Unfälle, darunter eine Startkarambolage in San Marino, die neben ihm selbst noch andere Fahrer zur Aufgabe zwangen. Dennoch erreichte De Puniet in den Rennen, bei denen er ins Ziel kam, regelmäßig Platzierungen unter den besten zehn, darunter der fünfte Platz in Katalonien, den er wegen eines vorangegangenen Sturzes unter großen Schmerzen einfuhr. Beim Grand Prix von Japan in Motegi wurde er sogar Zweiter und errang damit seine erste Podiumsplatzierung in der Königsklasse. Mit 108 Zählern erreichte De Puniet den elften WM-Rang.
Zur Saison 2008 verließ Randy De Puniet Kawasaki und startete wieder für das LCR Team von Lucio Cecchinello auf Honda.

## Statistik

### Erfolge
- 1997 – Französischer Meister Klasse Open 125 cm³ auf Honda[1]

### In der Motorrad-Weltmeisterschaft
| Saison | Klasse  | Motorrad | Rennen | Siege | Podien | Poles | Punkte | Ergebnis |
| ------ | ------- | -------- | ------ | ----- | ------ | ----- | ------ | -------- |
| 1998   | 125 cm³ | Honda    | 1      | –     | –      | –     | 0      | –        |
| 1999   | 125 cm³ | Aprilia  | 16     | –     | –      | –     | 26     | 18.      |
| 2000   | 125 cm³ | Aprilia  | 16     | –     | –      | –     | 50     | 17.      |
| 2001   | 250 cm³ | Aprilia  | 16     | –     | –      | –     | 50     | 13.      |
| 2002   | 250 cm³ | Aprilia  | 16     | –     | 2      | 1     | 119    | 9.       |
| 2003   | 250 cm³ | Aprilia  | 16     | 3     | 9      | 5     | 208    | 4.       |
| 2004   | 250 cm³ | Aprilia  | 16     | 1     | 8      | 2     | 214    | 3.       |
| 2005   | 250 cm³ | Aprilia  | 16     | 1     | 3      | 1     | 138    | 8.       |
| 2006   | MotoGP  | Kawasaki | 17     | –     | –      | –     | 37     | 16.      |
| 2007   | MotoGP  | Kawasaki | 18     | –     | 1      | –     | 108    | 11.      |
| 2008   | MotoGP  | Honda    | 18     | –     | –      | –     | 61     | 15.      |
| 2009   | MotoGP  | Honda    | 17     | –     | 1      | –     | 106    | 11.      |
| 2010   | MotoGP  | Honda    | 17     | –     | –      | –     | 116    | 9.       |
| 2011   | MotoGP  | Ducati   | 16     | –     | –      | –     | 49     | 16.      |
| 2012   | MotoGP  | ART      | 18     | –     | –      | –     | 62     | 13.      |
| 2013   | MotoGP  | ART      | 18     | –     | –      | –     | 36     | 15.      |
| 2014   | MotoGP  | Suzuki   | 1      | –     | –      | –     | 0      | –        |
| 2019   | MotoE   | Energica | 6      | –     | –      | –     | 21     | 17.      |
| Gesamt | Gesamt  | Gesamt   | 259    | 5     | 24     | 9     | 1401   |          |